# Бузавлык (деревня)
Бузавлы́к (баш. Быҙаулыҡ) — деревня в Хайбуллинском районе Башкортостана, входит в Самарский сельсовет.

## Географическое положение
Расстояние до:
- районного центра (Акъяр): 25 км,
- центра сельсовета (Самарское): 7 км,
- ближайшей ж/д станции (Сара): 83 км.

## Население
| 2002 | 2010 |
| ---- | ---- |
| 405  | ↘352 |

Национальный состав
Согласно переписи 2002 года, преобладающая национальность — башкиры (98 %).

## Религия
В деревне строится мечеть.